# Caralluma dentata
Caralluma dentata là một loài thực vật có hoa trong họ La bố ma. Loài này được (Forssk.) Blatt. mô tả khoa học đầu tiên năm 1921.